# Ведерник
Ведерник (или Ведернишки рид) е планински рид в Северозападна България, Западен Предбалкан, област Видин с простиране от северозапад на югоизток.
Планинският рид Ведерник се издига в западната част на Предбалкана, като по югозападното му подножие преминава условната граница между Предбалкана и Стара планина. На северозапад дълбоката долина на Салашка река (десен приток на Арчар) го отделя от планината Бабин нос, а на югоизток долината на река Лом – от Широка планина. На североизток структурното понижение в района на село Граничак и долината на Стакевска река (ляв приток на Лом) едновременно го свързват и отделят от рида Белоградчишки Венец. На югозапад чрез продълговатото синклинално понижение между селата Салаш и Долни Лом се свързва със северните ридове на Светиниколска планина, която е част от Стара планина.
Дължината на рида от северозапад на югоизток е около 30 км, а ширината му варира от 4 км на северозапад до 8 км на югоизток. Максималната му височина е връх Ведерник (1124,2 м), разположен в най-северозападната част на 1,8 км северозападно от село Праужда, Община Белоградчик.
Ведерника е проломен от Стакевска река и десният ѝ приток Чупренска река, като по този начин се разделя на три почти равни части. Той представлява моноклинала, образувана в южното бедро на дълбоко денудираната Белоградчишка антиклинала. Изграден е горноюрски варовици. Билото е скалисто, гребеновидно с по-стръмни североизточни склонове. Югозападните му склонове са по-полегати, но са окарстени, обезлесени и силно ерозирали.
Климатът е умерено-континентален със сравнително студена зима и прохладно лято. Горската растителност е представена главно от бук и габър.
Във вътрешността на рида са разположени селата Праужда, Пролазница и Бостаните, а по периферията му – Салаш и Граничак (на северозапад), Чифлик, Боровица и Протопопинци (на север), Средогрив и Долни Лом (на изток), Репляна, Търговище, Върбово и Крачимир (на юг).
По долината на Чупренска река, която проломява рида в югоизточната му част преминава участък от 7,1 км от Републикански път III-114 Лом – Ружинци – Светиниколски проход.

## Топографска карта
- Лист от карта K-34-22. Мащаб: 1 : 100 000.